# Sværm
Begrebet sværm, stime eller flok bruges om fisk, fugle og insekter med en adfærd, hvor et stort antal dyr af ensartet størrelse bevæger sig i samme retning.
At optræde i flok er ofte et forsvar mod rovdyr, der har vanskeligt ved at angribe et enkelt individ i flokken.
En bisværm forekommer, når en del af en bifamilie forlader boet for at danne en ny familie.